# Сойфер Йосип Адамович
Сойфер Йосип Адамович (1882, Миколаїв — 1981, Париж, Франція) — український кінорежисер, актор.
Народився 1882 р. у Миколаєві. Навчався у Харківському політехнікумі (1905). Закінчив школу художнього театру у Москві (1907), де працював з 1907 по 1909 рр., потім — у Києві у театрі Соловцова (1909—1916). Створив фільми: «Покараний життям» (1914, Еммануїл), «Принижені і скривджені» (1915), «Рабині вбрання» (1915), «Таємниця вапняної печі» (1916).
З 1916 р. працював у Москві, з 1920 р. — в еміграції. Зокрема в Берліні був редактором журналу про кіно «Киноискусство». В єдиному номері цього журналу Сойфер критикував кінопідприємців та закликав у своїй статті «перетворити храм десятої музи в справжню лабораторію нового мистецтва».